# Differentialbauweise

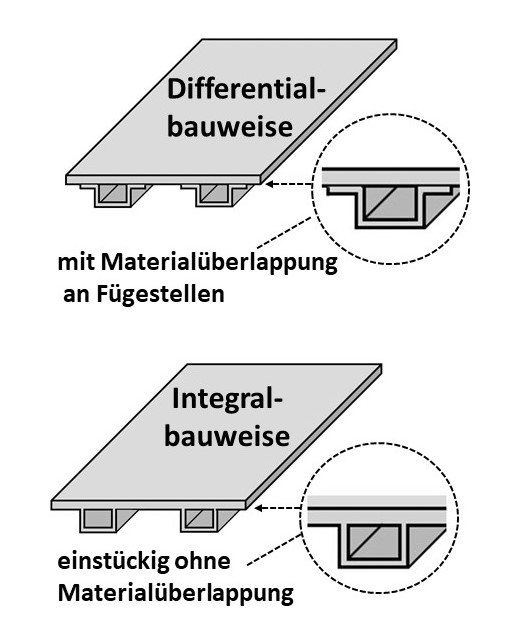
Vergleich von Differentialbauweise und Integralbauweise am Beispiel eines mit Hutprofilen verstärkten Blechs

Die Differentialbauweise zählt zu den klassischen konstruktiven Aufbautechniken für Fahrzeuge, Flugzeuge und Maschinen, bei der verhältnismäßig einfach gestaltete Einzelteile durch eine Fügetechnik miteinander verbunden werden. Diese Methode wird beispielsweise im Blechleichtbau durch überlappendes Nieten, Kleben und Schweißen angewendet. Das Gegenteil zur Differentialbauweise (gelegentlich auch „Differenzialbauweise“ geschrieben) ist die Integralbauweise. Der Unterschied wird am Beispiel eines Blechs, das mit Hutprofilen verstärkt ist, in der nebenstehenden Abbildung illustriert. Welche der beiden Bauweisen kostengünstiger ist, hängt vom spezifischen Bauteil und von der herzustellenden Stückzahl ab.

## Vor- und Nachteile
Die wesentlichen Vorteile der Differentialbauweise sind:
- Einfache Herstellbarkeit der Einzelteile
- Verwendbarkeit von standardisierten Teilen
- Demontierbarkeit für Wartung, Reparatur und Recycling, sofern mechanische Fügetechniken (z. B. Nieten, Schrauben, Klemmen) verwendet werden
- Günstiges Schadensverhalten (Fail-Safe), da Fügestellen als Rissstopper wirken können
- Komplexe geometrische Gestaltung oder Kombination von verschiedenen Werkstoffen möglich.

Als Nachteile der Differentialbauweise sind zu nennen:
- Notwendigkeit von Füge- bzw. Montagetechniken, die aufwendig sein können
- Dopplungen im Fügebereich, die das Bauteilgewicht unnötig erhöhen
- Gefahr der Kontaktkorrosion bei der Kombination unterschiedlicher Metalle
- Risiko durch Kerbwirkung (und damit reduzierte Bauteilfestigkeit) bei unsachgemäßer Konstruktion.